# Sober (Loreen)
Sober è un singolo della cantante svedese Loreen, pubblicato nel settembre 2011 ed estratto dall'album Heal.

## Tracce
1. Sober – 3:52